# Ceriana willistoni
Ceriana willistoni är en tvåvingeart som först beskrevs av Kahl 1897.  Ceriana willistoni ingår i släktet griffelblomflugor, och familjen blomflugor. Inga underarter finns listade i Catalogue of Life.